# Hyamia palpitatalis
Hyamia palpitatalis är en fjärilsart som beskrevs av Walker 1858. Hyamia palpitatalis ingår i släktet Hyamia och familjen nattflyn. Inga underarter finns listade i Catalogue of Life.